# Peromyscus mayensis
Peromyscus mayensis — вид мишоподібних гризунів родини хом'якових (Cricetidae).

## Поширення
Ендемік Гватемали. Відомий лише у типовому місцезнаходженні, у горах Церро-Бобі у департаменті Уеуетенанго.